# Абура-акаго

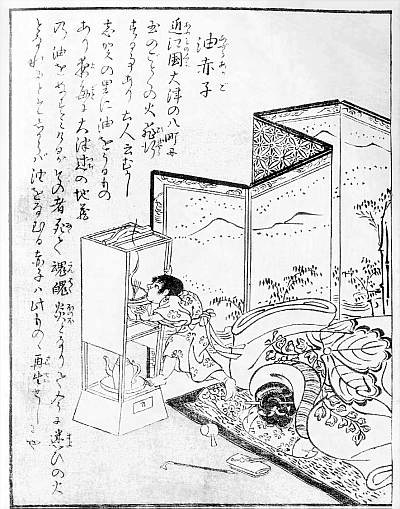
Абура-акаго, иллюстрация Ториямы Сэкиэна

Абура-акаго (яп. 油赤子, «масляный ребёнок») — призрачный огненный дух из японского фольклора, имеющий внешний вид ребёнка, любитель высасывать осветительное масло из лампы андон.

## Легенда о происхождении
Торияма Сэкиэн в комментариях к своим рисункам описывает происхождение абура-акаго следующим образом:
«В восьмом городе Оцу в провинции Оми („Афуми“) существуют летающие шары, подобные огненным. Местные жители говорят, что давным-давно в селении Сига был человек, который воровал масло: каждую ночь он крал масло от статуи Дзидзо на перекрёстке Оцу, но после смерти этого человека его душа стала пламенем, и даже доныне обыкновенен этот блуждающий огонь. Если это так, то абура-акаго является перерождением этого человека».
Сэкиэн, судя по всему, основывался в своём описании на рассказе из «Сококу Ридзин Дан» (яп. 諸国里人談), опубликованном в 1746 году, в этой истории торговец из Оцу крадёт масло от статуи Дзидзо на перекрёстке, за что в наказание, после своей смерти, превращён в блуждающий огненный призрак.